# Шапошникове (Шахтарська міська громада)
Ша́пошникове — село Шахтарської міської громади Горлівського району Донецької області, Україна. Населення становить 15 осіб.

## Загальні відомості
Відстань до райцентру становить близько 14 км і проходить автошляхом місцевого значення.
Землі села межують із територією с. Мала Шишівка Амвросіївського району Донецької області.
Унаслідок російської військової агресії із серпня 2014 р. Шапошникове перебуває на території ОРДЛО.

## Населення
За даними перепису 2001 року населення села становило 15 осіб, з них 73,33 % зазначили рідною українську мову, а 26,67 % — російську.